# Yuri Projorenko
Yuri Projorenko (Unión Soviética, 9 de marzo de 1951) es un atleta soviético retirado especializado en la prueba de salto con pértiga, en la que consiguió ser campeón europeo en pista cubierta en 1976.

## Carrera deportiva
En el Campeonato Europeo de Atletismo en Pista Cubierta de 1976 ganó la medalla de oro en el salto con pértiga, con un salto por encima de 5.45 metros, por delante del finlandés Antti Kalliomäki (plata con 5.40 metros) y del italiano Renato Dionisi (bronce con 5.30 metros).